# Nit de Guy Fawkes

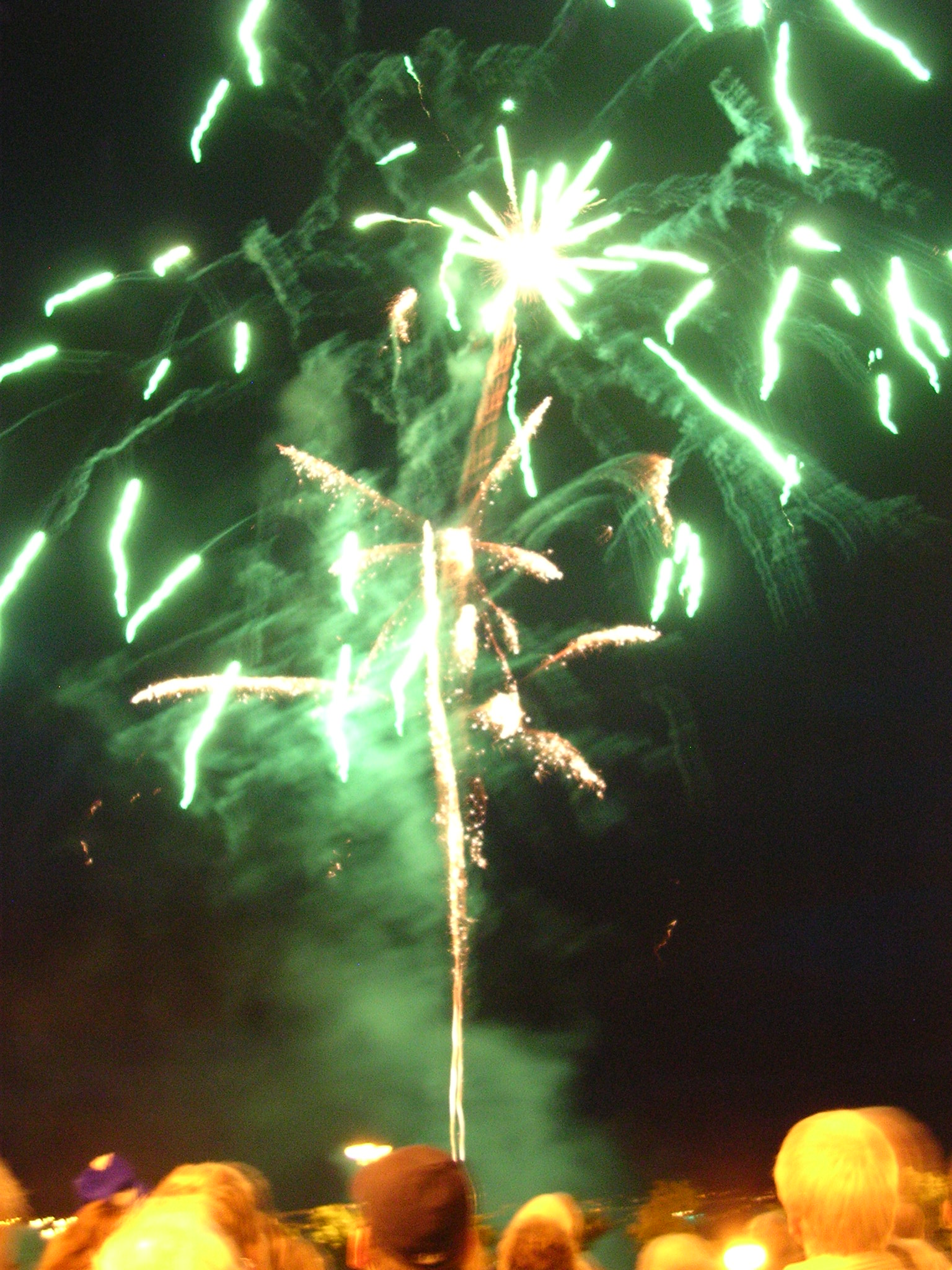
Focs artificials durant la commemoració de la Nit de Guy Fawkes

La Nit de Guy Fawkes —Guy Fawkes Night (anglès),— també coneguda en aquesta llengua com a Bonfire Night («la nit de les fogueres»), Cracker Night o Fireworks Night («la nit dels focs artificials») és una celebració que es du a terme principalment al Regne Unit la nit del 5 de novembre, per commemorar el fracàs de l'atemptat del 5 de novembre de 1605, conegut com "la conspiració de la pólvora", amb el qual una facció de catòlics, entre els quals hi havia Guy Fawkes, van intentar destruir el Palau de Westminster, la seu del parlament a Londres.

## Història de la festa de Guy Fawkes
Guy Fawkes va ser detingut quan estava vigilant els explosius sota la casa dels senyors quan era membre de la trama de pólvora. Per culpa del fet que el rei Jaume I havia sobreviscut a l'intent de la seva vida, la gent va encendre fogueres a Londres per celebrar. Mesos després, la introducció de la Llei d’observança del 5 de novembre va obligar a celebrar un dia públic anual d’acció de gràcies pel fracàs de la trama.
Al Regne Unit, on fins al 1859 era obligatori per decret celebrar la salvació del rei, tradicionalment la celebració incloïa espectacles pirotècnics i la construcció de fogueres sobre les quals es cremaven els Guys, que eren uns ninots amb l'efígie de Guy Fawkes, el més conegut de tots els conspiradors del 1605. El vespre del 5 de novembre els nens feien servir els Guys per demanar diners al crit de «penny for the guy». Tradicionalment, el penny (penic) servia per comprar pirotècnia.
Les celebracions tenen en alguns casos peculiaritats específiques. A Lewes (Sussex), la celebració es barreja amb la commemoració de la crema de 17 màrtirs protestants de la vila, que va tenir lloc durant la persecució de Maria Tudor. A Scotton, localitat de la qual procedia Guy Fawkes, no es cremaven els ninots, i fins molt recentment l'escola catòlica Stonyhurst College no en feia cap celebració, ja que entre els seus alumnes hi havia tres dels conspiradors del 1605. A Ottery St. Mary (Devon), es passegen pels carrers barrils de brea encesos. A Irlanda del Nord, la celebració de focs artificials i fogueres s'associa més amb la nit del 31 d'octubre, la nit de les bruixes (o Halloween). En els darrers anys en particular, la crema d'efígies de personatges públics, com alguns polítics controvertits, s'ha convertit en un aspecte popular.

## Plats típics
Hi ha diversos plats típics d'aquesta diada, com les pomes caramel·litzades, les jacket potatoes (patates al caliu, tradicionalment cuinades a la foguera), pèsols negres amb vinagre o el Bonfire toffee (caramel de la foguera), entre d'altres.

## Llocs on se celebra
Actualment encara se celebra en pobles i ciutats de tot el Regne Unit, amb esdeveniments tant públics com privats. En general, hi ha fogueres, focs artificials i plats tradicionals.
També se celebra en alguns dels països que formaven part de l'Imperi Britànic, com ara els Estats Units, el Canadà, Nova Zelanda, Austràlia, Sud-àfrica, Antigua i Barbuda o Saint Vincent i les Grenadines, encara que en aquests casos ha perdut part del seu contingut i el seu significat.
Abans, se celebrava a les colònies, però després de la Revolució Americana, han deixat de celebrar aquesta tradició.